# Jelly Roll Morton
Pour les articles homonymes, voir Morton, Jelly Roll et Lamothe.
Jelly Roll Morton, nom de scène de Ferdinand Joseph Lamothe,, est un pianiste et chanteur de jazz afro-américain,, né le 20 octobre 1890 à La Nouvelle-Orléans et mort le 10 juillet 1941 à Los Angeles.

## Biographie
[style à revoir]
D'origine créole et française, de son vrai nom Ferdinand Joseph Lamothe, ; selon le professeur Lawrence Gushee, son beau-père s'appelait Mouton, d'où le pseudonyme de Morton. Le Jelly roll qui a donné son surnom est un gâteau roulé comportant une connotation sexuelle (nom argotique des organes génitaux féminins). Jelly Roll Morton, a fait plus que quiconque pour instaurer ce qu'on allait appeler le jazz entre 1922 et 1930, après les improvisations collectives de King Oliver et un peu avant les éblouissants solos de Louis Armstrong.
Sur ses cartes de visite, on pouvait lire « Inventor of Jazz » (« inventeur du jazz »), « Originator of Stomp and Swing » (« créateur du stomp et du swing »), « World's Greatest Hot Tune Writer » (« le plus grand auteur de morceaux hot au monde ») et, plus de 60 ans après sa mort, bon nombre de critiques pensent désormais qu'il n'avait peut-être pas tort[réf. nécessaire]
Bien sûr, il n'a pas tout inventé mais il a tout transformé. Il a su, par exemple, prendre le rythme syncopé du rag (Scott Joplin, James Scott, etc.), en supprimer le côté rigide de la structure pour en faire une musique plus aérée, plus dégagée, ouvrant la voie aux improvisations d'Earl Hines et des grands pianistes qui allaient le suivre. De la musique orchestrale collective, il a modifié les ensembles improvisés, a écrit des « arrangements » préparant le terrain aux big bands (grands orchestres) des années 1930. À chacun des musiciens de ses nombreux orchestres (les plus fameux ayant été ses Red Hot Peppers), il laissa libre cours à presque toutes leurs fantaisies, dégageant l'individu de la masse pour en arriver aux fameux combos qui allaient faire fureur à partir de la fin des années 1940. Ses compositions ne se comptent plus et si, dans ses nombreux enregistrements, on ne peut dégager de futures grandes vedettes, on peut cependant affirmer que tous les musiciens qui sont passés par lui n'ont jamais mieux joué[réf. nécessaire].
Il est né en 1890 dans le quartier Storyville de La Nouvelle-Orléans. Selon son certificat de baptême, ses parents étaient F. P. Lamothe et Louise Monette (écrit Lemott et Monett sur le certificat de baptême). Sa grand-mère Eulaley Haco (de son vrai nom Eulalie Hécaud) était sa marraine.
Il est établi que, vers 1900, il jouait déjà du piano dans les nombreuses maisons closes de l'endroit, sachant interpréter tous les genres de l'époque, du ragtime aux mélodies espagnoles très demandées à ce moment-là. Il serait le premier pianiste à y avoir joué hot. Une photo d'Ernest J. Bellocq le montre jouant au milieu des filles du "salon" d'Hilma Burt.
De 1900 à 1920, il aurait voyagé « partout » : de New York à la Californie en passant par le Canada, le Kansas et la Floride. On le sait à Chicago en 1912 parce que c'est là qu'il fait enregistrer ses premières compositions. De 1915 à 1920, il aurait vécu à Los Angeles aux côtés des célèbres Spike Brothers.
Lorsqu'il arrive à Chicago, au début des années 1920, c'est un Jelly Roll hautain, dédaigneux, flamboyant, presque exaspérant qui prend la ville d'assaut. Il clame sur tous les toits que toutes les musiques qu'on y joue ne sont que de pâles imitations de ses nombreux styles ; que c'est lui qui a inventé le jazz : il donne même une date : 1902. Ses vêtements proviennent des plus grands tailleurs, il aime payer ses notes avec des billets de mille dollars et, à un certain moment, il se fait même poser un diamant à la place d'une incisive. Il est profondément détesté par tous ceux qui le rencontrent mais, en même temps, très respecté car sa culture musicale, ses interprétations, sa mémoire prodigieuse impressionnent tous les musiciens qui le côtoient[réf. nécessaire].
Il joue au billard, aux cartes, se promène souvent en compagnie de deux femmes, car il plaît aux dames. On dit même qu'il aurait été un proxénète aux revenus très importants. Musicalement, à la seule mention de son nom, les salles se remplissent. Et il enregistre. Des rouleaux de piano pneumatique d'abord, puis des disques de piano solo. Finalement, il forme son propre groupe pour lequel il compose et crée les arrangements.
De 1923 à 1929, il est le musicien des musiciens[pas clair].
La Grande Dépression aura raison de lui. Ses excentricités, sa façon ostentatoire de se présenter font mauvais effet. Il continue à jouer ici et là, mais c'est le déclin. La santé minée par divers excès, il meurt à Los Angeles en 1941, non sans avoir, en 1938, enregistré chez Circle Records The Saga of Mr Jelly Lord (paru en 1947), une série de 12 volumes 78 tours (45 disques rouges 30 cm, soit 90 faces devant finalement tourner autour de 85 tr/min pour une écoute juste) (republié en 33 tours microsillon en 1950) reprenant des interviews réalisées en 1938 au Coolidge Auditorium de la Bibliothèque du Congrès, qui rend hommage à Jelly Roll Morton et retrace son parcours. Ce travail représente probablement la première « biographie sonore » jamais réalisée concernant un musicien. Vingt-quatre 78 tours pour la Library of Congress (sous la direction d'Alan Lomax) à Washington et publié en CD en 2005 sous le titre The Complete Library of Congress Recordings (en) où il raconte sa vie ponctuant le tout d'une douzaine d'improvisations remarquables au piano. Ses derniers enregistrements avec, entre autres, Sidney Bechet, Albert Nicholas et Sidney de Paris, datent de 1939.
Jelly Roll Morton a composé King Porter Stomp, morceau qu'il a dédié à un pianiste (Porter King) et qui sera repris par de nombreux orchestres des années 1930-1940 (Fletcher Henderson, Benny Goodman) et même par Gil Evans beaucoup plus tard.
Jelly Roll Morton repose au Calvery cemetery de Los Angeles.

## Postérité
On peut retrouver l'ambiance de La Nouvelle-Orléans du début du XXe siècle dans le film La Petite de Louis Malle (1978), film dédié à Jelly Roll Morton.
Charles Mingus a composé « Jelly Roll » en son hommage dans son album Mingus Ah Um de 1959.
Wynton Marsalis a gravé en 1999  un disque de compositions de Jelly Roll Morton : Mr Jelly Lord - Standard Time, Vol. 6.
Jelly Roll est utilisé comme personnage secondaire dans le roman Novecento d'Alessandro Barrico, ainsi que dans le film que ce roman a inspiré, La Légende du pianiste sur l'océan, mis en musique par Ennio Morricone, où son rôle est joué par Clarence Williams III.